# Belvédère (Casablanca)
Pour les articles homonymes, voir Belvédère.
 (décembre 2011).
Si vous disposez d'ouvrages ou d'articles de référence ou si vous connaissez des sites web de qualité traitant du thème abordé ici, merci de compléter l'article en donnant les références utiles à sa vérifiabilité et en les liant à la section « Notes et références ».
Belvédère est l'un des quartiers de Casablanca, situé au centre de la ville. Il fait partie de la commune de l'arrondissement des Roches noires.

## Description
Sur la grande place du quartier (place Prince héritier Sidi Mohammed) se trouve un grand parc bien aménagé, la grande gare de Casa-Voyageurs (qui relie directement Casablanca à Rabat au nord, et Marrakech au sud du Maroc). Un autre parc se trouve au cœur même du quartier, dont il a conservé l'appellation. C'est le jardin du Belvédère, qui a reçu il y a quelques années la visite historique de S. M. le roi Mohammed VI pour y inaugurer un centre de réinsertion pour les détenus. Ce parc, qui se trouve sur une zone surélevée (d'où dit-on le nom de Belvédère), abritait plusieurs aires de jeux, ainsi que des terrains de sport qui semblent  à l'abandon ou du moins ne répondent pas aux normes de sécurité élémentaires. Depuis plusieurs années, les joueurs de pétanque s'y donnaient rendez-vous pour des parties interminables, dans un rituel qui semble remonter jusqu'au Maroc d'avant l'indépendance. Le jardin a été fermé pour réaménagement durant plus de 2 ans, puis rouvert récemment, au grand bonheur des riverains.
Les principaux boulevards de ce quartier sont:
- le boulevard Mohammed V, qui relie Casa-Voyageurs au centre de la ville (place Mohammed V) ;
- le boulevard Émile-Zola, qui relie la place Al Yassir au boulevard Moulay Slimane (en direction de la ville balnéaire de Mohammedia) ;
- le boulevard Bahmad, qui relie le boulevard Ibnou Tachefine au boulevard Moulay Ismail (en direction de la  route de Rabat).

Le quartier abritait au départ plusieurs communautés française, italienne, portugaise et espagnole. Pour la plupart, ces habitants y avaient élu domicile pour être proches de leurs lieux de travail, ainsi que des zones industrielles de La Villette, des Roches noires ou encore d'Aïn Sebâa. D'ailleurs plusieurs noms de rues, dont certains ont été arabisés, en témoignent : rue de Vouzier, Saint-Omer, Saint-Michel, rue du Chevalier-Bayard, rue de Dinant, rond-point Albert-Premier, boulevard Émile-Zola.
Le quartier est désormais accessible par le tramway.

## Activités
Dans ce quartier sont installés plusieurs sociétés commerciales ou industrielles, des cafés, restaurants, cybercafés, ainsi que la pâtisserie Amoud (ce fut d'ailleurs la première unité du groupe dont le succès allait permettre à celui-ci de prendre son essor), salles de sports, cliniques, grandes surfaces, le siège de l'arrondissement des Roches noires, le siège de la CNSS (Caisse nationale de la sécurité sociale), plusieurs agences bancaires, la plus grande résidence de Casablanca (résidence Ibnou Batouta : 17 étages, 200 appartements), la résidence Zine Al Mahaba (100 appartements), la résidence Riad Al Hamd (120 appartements). Pour la partie industrielle notamment, la vie du Belvédère a vibré pendant longtemps au rythme de l'usine des Brasseries du Maroc, que les habitants appelaient affectueusement "La Cigogne" par allusion à une célèbre limonade qui a marqué une génération de Marocains. Le volet loisirs a en revanche pris un coup avec la disparition, sur la rue Sijilmassa, du cinéma Olympia, vestige de l'histoire cinématographique de Casablanca et sacrifié, sans scrupules, vers le début des années 1990, sur l'autel de la spéculation immobilière.

## Établissements d'enseignement
Le quartier est également connu pour héberger le lycée Imam Malik, qui reste sans doute l'un des établissements mythiques[réf. nécessaire] de Casablanca avec le lycée Mohamed V, le lycée El Khawarizmi ou le lycée Moulay Driss. À l'origine, l'établissement était constitué d'un groupe scolaire appelé « École de la gare ». C'était une école européenne, construite à l'époque du protectorat français et constituée de trois écoles : une école pour les garçons, une autre pour les filles et une école maternelle. Dotée d'un internat, l'école de la gare accueillait aussi bien les enfants des colons qui résidaient hors de Casablanca que ceux du quartier Belvédère et environs. L'établissement a ainsi fonctionné de 1936 à 1961. Il a été cédé, cinq ans après l'indépendance, par la Mission universitaire et culturelle française au ministère de l'Éducation nationale marocain. Et ainsi deux établissements se sont partagé les bâtiments : 
- Le collège Al Imam Malik, fréquenté par les élèves marocains du 1er cycle secondaire ;
- L'institut irakien qui avait pour tâche de former des professeurs d'histoire-géographie en prévision de l'arabisation de cette matière.

En 1965, l'École normale supérieure fut créée pour former le corps professoral dont le pays avait besoin et l'Institut irakien céda les locaux qui lui étaient attribués au collège qui s'agrandit. À compter de cette date, le Lycée Al Imam Malik est né ; il comptait des classes du second cycle qui menaient au baccalauréat Lettres modernes et Lettres originelles. Comme il ne disposait pas de bloc scientifique, les élèves orientés en sciences étaient transférés dans un autre lycée. Pour faire face à un nombre sans cesse croissant d'élèves, huit salles de classe d'enseignement général furent construites en 1965. Le pavillon scientifique, quant à lui, ne fut achevé qu'en 1977, date à partir de laquelle les élèves orientés en Sciences expérimentales purent rester dans l'établissement jusqu'au baccalauréat. Les premiers contingents de bacheliers scientifiques firent la réputation du lycée tant à l'échelle de Casablanca qu'à l'échelle nationale. Cette qualité des lauréats sera également assurée dans les années 1980 avec une génération brillante que l'on retrouve jusqu'à aujourd'hui à des postes de responsabilité ou parmi les célébrités à l'instar du rédacteur en chef du journal L'Economiste, Mohamed Benabid  . Jusqu'en 1981, le lycée était réservé aux garçons. La mixité a été la conséquence logique de l'organisation de Casablanca, divisée en cinq préfectures disposant chacune d'une délégation du M.E.N. 
Toujours dans le domaine de l'enseignement, le quartier Belvédère abrite deux importants établissements de la mission française (AEFE) : Anatole-France (collège) plus connu sous le nom de Lyautey III, ainsi que Claude-Bernard (école primaire)
Sans oublier  l'Institut supérieur du Génie Appliqué" fondée en 1981, L'IGA Belvédère est un établissement d'enseignement supérieur privé créé en 1981, il est spécialisé dans la formation des cadres polyvalents dans les domaines de l'Ingénierie, du Management et de la MIAGE.

## Vie associative
Dans le domaine associatif existent plusieurs acteurs intervenant dans les secteurs culturel, sportif, social, dont l'association socio-culturelle "Ibnou Rochd", très active dans son domaine, présidée par Mohammed Rharouity ; elle compte parmi ses membres Khnata Banouna (écrivain), le colonel Hassan Alaoui Balghiti (poète), Tahra Hijazi (poète). Cette association a été la première à mettre en place des salles de lecture et d'étude pour lycéens et étudiants de la ville, une moyenne d'environ 15 000 adhérents, dont 16 équipes de football, 1 800 femmes (cours d'alphabétisation), 800 femmes (couture et broderie), 200 jeunes footballeurs, 7 festivals du théâtre de l'enfant, etc.

En 2009, le nom du quartier a été changé, en quartier Palestine, ce qui suscita la colère de plusieurs habitants, qui voulaient que le quartier garde son nom à consonance européenne. Mais ce changement de nom reste nominal, puisqu'encore tout le monde appelle le quartier Belvédère.